# وادي الحمراء
وَادِي الحَمْرَاءَ (بالإسبانية: Río Alfambra)‏ هو نهر صغير بإسبانيا، وهو رافد للوادي الأبيض.